# GMA Network
GMA Network, Inc. («Джи-эм-эй нетворк», полн. Global Media Arts Network, широко известный как GMA или также известный как The Kapuso Network) — филиппинская радио и телевизионная сеть со штаб-квартирой в Дильман (Кесон-Сити). Основана в 1950 году как DZBB-AM. Первая телевизионная трансляция состоялась 29 октября 1961 года. GMA Network, ранее известная как RBS TV Channel 7, GMA Radio-Television Arts и GMA Rainbow Satellite Network, обычно обозначается как «Kapuso Network» со ссылкой на схему логотипа компании.

## История
Предшественником компании является «Loreto F. de Hemedes, Inc.», принадлежавшая американскому военному корреспонденту Роберту Стюарту. Компания начала с запуска своей первой радиостанции AM-диапазона DZBB в Маниле. Она вышла в эфир 1 марта 1950 года с использованием частоты 580 kHz диапазона AM, передаваемого из здания Calvo в Эсколте (Манила). Её ранние радиопередачи освещали крушение самолёта президента Рамона Магсайсая на горе Манунггал; извержение горы Хибок-Хибок и различные местные выборы на Филиппинах. DZBB стала первой радиостанцией на Филиппинах, которая использовала телефоны для интервью в прямом эфире.
Через несколько лет после первых трансляций успех станции и растущее число слушателей ясно дали понять, что работа, проделанная в 1959 году, привела к переходу на современные объекты в EDSA, Кесон-Сити.
29 октября 1961 года компания запустила свой первый телеканал «RBS TV Channel 7», используя местный канал 7. В 1963 году в Себу была запущена телевизионная программа DYSS-TV. Компания Loreto F. de Hemedes, Inc. была официально переименована в «Republic Broadcasting System, Inc». в 1974 году, когда управление перешло к триумвирату, в состав которого вошли Джилберто Дуавит-старший, Менардо Хименес и Фелипе Гозон. В 1996 году компания изменила свой фирменный стиль на «GMA Network Inc.».

## Телеканалы

### Местный
- GMA
- GTV
- Heart of Asia
- Hallypop (совместное предприятие с Jungo TV)
- I Heart Movies
- Pinoy Hits

### Международный
- GMA Life TV
- GMA News TV International
- GMA Pinoy TV

### Умерший
- Citynet Television
- Channel V Philippines
- Q (совместное предприятие с Zoe Broadcasting Network)
- Fox Filipino (совместное предприятие с Fox Networks Group)
- GMA News TV

## Радиостанции

### Super Radyo
- DZBB 594 (Манила)
- DZSD 1548 (Дагупан)
- DYSP 909 (Пуэрто-Принсеса)
- DYSI 1323 (Илоило)
- DYSB 1179 (Баколод)
- DYSS 999 (Себу)
- DXRC 1287 (Замбоанга)
- DXGM 1125 (Давао)

### Barangay FM
- DWLS 97.1 (Манила)
- DWRA 92.7 (Багио)
- DWTL 93.5 (Дагупан)
- DWWQ 89.3 (Тугегарао)
- DWQL 91.1 (Лусена)
- DYHY 97.5 (Пуэрто-Принсеса)
- DWCW 96.3 (Нага)
- DYMK 93.5 (Илоило)
- DYEN 107.1 (Баколод)
- DYRT 99.5 (Себу)
- DXLX 100.7 (Кагаян-де-Оро)
- DXRV 103.5 (Давао)
- DXCJ 102.3 (Генерал-Сантос)

## Интернет
- GMANetwork.com
- GMA News Online
- GMA On Demand
- Kapuso Stream

## Дочерние
- Alta Productions Group, Inc.
- Citynet Network Marketing and Productions, Inc.
- GMA International
- GMA Network Films, Inc. (GMA Pictures)
- GMA New Media, Inc.
  - Digify
  - GMA Affordabox
  - GMA Now
- GMA Worldwide, Inc.
- MediaMerge Corporation
- RGMA Marketing and Productions, Inc. 
  - GMA Music
  - GMA Playlist
- Scenarios, Inc.
- Script2010, Inc.

## Разделы
- GMA Entertainment Group
- GMA Integrated News
- GMA Kapuso Foundation, Inc.
- GMA Public Affairs
- GMA Radio
- GMA Regional TV
- GMA Sports
- Sparkle GMA Artist Center
- Synergy: A GMA Collaboration